# Ашвины
Ашви́ны (санскр. अश्विन; Açvin (от açva — лошадь) = «конник», «обладатель коней»), или Ашвини Кумары, — в индийской мифологии божественные близнецы-всадники, боги видимых небесных световых явлений, подчинённые Варуне и появляющиеся первыми на утреннем небе, на рассвете, предшествуя утренней заре и принося людям первые лучи света. Ашвины — близнецы, едущие в золотых колесницах, изготовленных божествами-умельцами Рибху и влекомых конями, орлами или соколами. Это — благотворные боги, одарённые мудростью и чудной силой исцеления, исцеляющие слепых и больных, возвращающие юность старцам. Подобно Диоскурам (Кастору и Поллуксу), с которыми они тождественны, они спасают погибающих на море. Религиозные песни индусов прославляют их готовность прийти на помощь своим поклонникам и разнообразные чудеса, ими творимые; поэты же выставляют их идеалом юношеской красоты и мужественной силы.
В «Ригведе» они сыновья богини облаков Саранью, жены Сурьи в облике Вивасвата. Близнецы упоминаются в «Ригведе» 376 раз, им посвящено 57 гимнов.
Они — лекари богов и покровители аюрведийской медицины. Их называют Насатья (в двойственном числе насатйау «добрые, полезные») в «Ригведе», позже Насатьей называли одного из близнецов, другого называли Дасра («светлый дар»). Исходя из популярной этимологии, имя Насатья трактуется как на+асатйа «не лживый»="истинный".
В «Махабхарате» жена царя Панду, Мадри, посвятила своих сыновей Ашвинам и рожает близнецов Накулу и Сахадеву, которые, наряду с сыновьями Кунти, позже стали известны, как Пандавы.
Ашвины наделили мудростью поэта Какшивата.
Жорж Дюмезиль проводит параллель между Ашвинами и греческими Диоскурами, а также скандинавскими близнецами Фрейром и Фрейей, считая всех их олицетворением третьей общественной функции — плодородия и благополучия. Все эти мифологические образы божественных близнецов, по мнению Дюмезиля, восходят к общеиндоевропейским временам.

## Имя и эпитеты
Санскритское имя Ашвинов (санскр. अश्विनउ) происходит от индоиранского корня *aćua- (ср. авест. aspā), которое само по себе происходит от индоевропейского слова, обозначающего лошадь, пра-и.е. *h1éḱw-os, от которого также происходит литовское имя Ашвеняй.
В Ригведе Ашвины всегда упоминаются вместе, без индивидуальных имен, хотя ведические тексты различают двух Ашвинов: «один из вас почитается как победоносный владыка Сумахи, а другой — как счастливый сын небес». (Риг. 1.181.4). Их несколько раз называют divó nápātā, то есть «внуками Дьяуса (бога неба)». Эта формулировка сопоставима с литовским Dievo sūneliai, «сыновьями Диеваса», связанными с Ашвеняй, латышскими Диева Дели - «сыновьями Диева» и греческими Диоскурами, «сыновьями Зевса».
Богов-близнецов также называют Насатьями (возможно, «спасителями»). Имя «Насатьи» встречается в Ригведе 99 раз. Этот эпитет, вероятно, происходит от протоиндоевропейского корня *nes- («вернуться домой в целости и сохранности»). Ему родственно авестийское имя демона Nā̊ŋhaiθya, — в результате зороастрийской религиозной реформации божества были сделаны демонами - дэвами. Также этому корню родственно имя греческого героя Нестора и в готский глагол nasjan («спасать, исцелять»).
В более поздней Махабхарате Ашвинов часто называют Насатьями или Дасрами. Иногда один из них упоминается как Насатья, а другой как Дасра.

## Аналоги Ашвинов в других мифологиях
Ашвины — вариант индоевропейских божественных близнецов, покровителей коней. Их версии в других индоевропейских религиях включают литовских Ашвеняй, латышских Диева Дели, греческих Диоскуров и, возможно, английских Хенгиста и Хорсу, валлийских Брана и Манавидана, славянских Леля и Полеля. Первое упоминание о близнецах-Насатьях содержится в митаннийском договоре (ок. 1350 г. до н. э.) между Суппилулиумой и Шаттивазой, соответственно, царями хеттов и митаннийцев.